# Château-Larcher
Château-Larcher – miejscowość i gmina we Francji, w regionie Nowa Akwitania, w departamencie Vienne.
Według danych na rok 1990 gminę zamieszkiwało 820 osób, a gęstość zaludnienia wynosiła 53 osób/km² (wśród 1467 gmin regionu Poitou-Charentes Château-Larcher plasuje się na 375. miejscu pod względem liczby ludności, natomiast pod względem powierzchni na miejscu 561.).